# Mark Wachholz
Mark Wachholz (* 1976 in Berlin) ist ein deutscher Drehbuchautor und Autor von Fantasyliteratur.

## Leben
Nach Abitur am John-Lennon-Gymnasium 1995 und einer Ausbildung zum Datenverarbeitungskaufmann studierte Mark Wachholz Geschichte und Kulturwissenschaften in Berlin.

### Film und Fernsehen
2003 wurde Mark Wachholz Mitglied der selbstverwalteten filmarche im Bereich Drehbuch/Dramaturgie und gibt dort seit 2005 regelmäßig Vorlesungsreihen und Seminare (vor allem zu Filmgeschichte und Mythologie im Film). Von 2003 bis 2006 schrieb er regelmäßig Filmkritiken in der Phantastik-Zeitschrift Nautilus des Abenteuer Medien Verlags. Seit 2005 arbeitet Mark Wachholz als freier Drehbuchautor und Story Consultant. Spezialisiert auf Genres wie Thriller, Science Fiction, Fantasy, Mystery, Horror und Dark Drama arbeitete er unter anderem als interner Stoffentwickler für Kino- und Fernsehfilme sowie Prime-Time-Fernsehserien bei Grundy UFA, Wiedemann & Berg, Film- und Fernsehlabor Ludwigsburg, ProSiebenSat.1 und RTL. 2011 wurde er von KSM Film Cinema für die Storyentwicklung zum Fantasy-Kinofilm Das Schwarze Auge verpflichtet. Seit 2012 gehört Mark Wachholz zu den aktiven Mitgliedern des Neuen Deutschen Genrefilms. Anfang 2014 veröffentlichte er mit der Forschungsarbeit Höllentrips aus der Postmoderne die erste grundlegende Genrebeschreibung zu Dark Drama und mit dem Essay A Test of Character (zusammen mit Katti Jisuk Seo) eine Analyse von deutscher Erzählkultur in der Sportkommentierung und im deutschen Film.

### Redakteur bei Das Schwarze Auge
Mark Wachholz war über viele Jahre einer der Haupt-Administratoren von Alveran.org, der bis zu ihrer Schließung Ende 2010 am stärksten frequentierten inoffiziellen Webseite zum Schwarzen Auge. Dort kümmerte er sich als Online-Redakteur um News, Publikationen, Artikel und Moderation.
Ende 2003 wurde Mark Wachholz in die Redaktion von Das Schwarze Auge (DSA) berufen – dem größten deutschsprachigen Rollenspiel in einem der weltweit umfangreichsten und detailliertesten Phantastikuniversen. Hier arbeitete er in den kommenden sieben Jahren an diversen Publikationen (darunter Regionalbände und Abenteuerpublikationen) und Storyentwicklungen in der Welt Aventurien mit (inklusive regelmäßiger Artikel im Aventurischen Boten). Zusammen mit Anton Weste überarbeitete und ergänzte er die beliebte Borbarad-Kampagne (urspr. 1994–1997) und war u. a. auch an der Story zum DSA-Computerspiel Drakensang (Radon Labs, 2008) beteiligt. Mit Co-Autorin Kathrin Ludwig schrieb er bislang drei Romane, die in der Welt Aventurien angesiedelt sind (siehe Werkauswahl). Die Mitarbeit in der DSA-Redaktion endete im August 2010, seitdem arbeitet Mark Wachholz verstärkt als Redakteur für DSA-Computerspiele. Er ist Mitautor des Adventure-Games Satinavs Ketten (Daedalic Entertainment, 2012), war Teil des Autorenteams von Herokon Online (Silver Style, 2012) und schrieb auch die Story zu Hexenwald (Sprylab/Chromatrix, 2013), dem ersten Augmented-Reality-Game in der Welt des Schwarzen Auges.

## Werkauswahl

### Filme
- 1999: Seelenruhe, Kurzfilm (Drehbuch & Regie)
- 2000: Der Aeonenheld, Kurzfilm (Drehbuch & Regie)
- 2004: Body Traffic, Kurzfilm (Drehbuch)
- 2014: Spides, Preview der Serie (Konzept und Drehbuch)
- 2016: Immigration Game (Story)

### DSA-Computerspiele
- 2008: Drakensang, Radon Labs (Co-Autor der Story, Dialogautor)
- 2010: Drakensang: Am Fluss der Zeit, Radon Labs (Story-Consultant)
- 2012: Satinavs Ketten, Daedalic Entertainment (Co-Autor der Story, Dialogautor)
- 2012: Herokon Online, Silver Style (Quest- und Dialogautor)
- 2013: Hexenwald, Sprylab/Chromatrix (Autor)
- 2013: Demonicon, erst TGC, später Kalypso Media (Story-Consultant bei TGC)

### DSA-Romaneund weitere Veröffentlichungen
- 2005: Magische Zeiten (Segment Die Geschichte des Schwarzen Auges), Fantasy Productions (ISBN 389064516X)
- 2006: Galotta 1: Der Hofmagier, Fantasy Productions (2. Auflage 2008, ISBN 3890644767)
- 2006: Galotta 2: Der Feuertänzer, Fantasy Productions (2. Auflage 2010, ISBN 3890644899)
- 2007: Bitte mit Schuss – Kulinarische Kurzkrimis aus Berlin (Eröffnungsbeitrag Käthe kocht Klopse), Mitteldeutscher Verlag (ISBN 3898124266)
- 2009: Föhrer Legenden 3: Stürmische Angelegenheiten (Hörspiel), Legendary Units
- 2009: Galotta 3: Der Aschengeist, Fantasy Productions (ISBN 3890642292)
- 2014: Höllentrips aus der Postmoderne – Eine Bestimmung des Genres Dark Drama (Online-Version auf Genrefilm.net)
- 2014: A Test of Character – Fußball, Storytelling und der deutsche Film, 60pages (Online-Version auf Genrefilm.net)

### DSA-Spielepublikationen (Auswahl)
- 2004: Die Sieben Gezeichneten 1: Rückkehr der Finsternis (Autor), Fantasy Productions (2. Auflage 2008, ISBN 3940424447)
- 2005: Die Sieben Gezeichneten 2: Meister der Dämonen (Autor), Fantasy Productions (ISBN 3890643833)
- 2005: Das Jahr des Feuers 3: Rückkehr des Kaisers (Autor), Fantasy Productions (ISBN 3890643965)
- 2006: Die Sieben Gezeichneten 3: Invasion der Verdammten (Redaktion und Autor), Fantasy Productions (ISBN 3890644341)
- 2007: Die Sieben Gezeichneten 4: Mächte des Schicksals (Redaktion und Autor), Ulisses Spiele (ISBN 3890644341)
- 2008: Drakensang: Der Kult der goldenen Masken, Ulisses Spiele (2. Auflage 2010, ISBN 3940424307)
- 2010: Die Sieben Gezeichneten: Sammelband (Redaktion und Autor), Ulisses Spiele (ISBN 3868890645)

## Auszeichnungen
- 2008: Deutscher Entwicklerpreis für Drakensang (Beste Story/Spielwelt & Publikumspreis Bestes Rollenspiel)
- 2009: Deutscher Computerspielpreis für Drakensang (Bestes Deutsches Spiel & Bestes Jugendspiel)
- 2012: Nominierung Deutscher Entwicklerpreis für Satinavs Ketten (Beste Story)